# Вепрево (Вологодский район)
Вепрево — упразднённая деревня в Вологодском районе Вологодской области.
Входила в состав Семёнковского сельского поселения, с точки зрения административно-территориального деления — в Семёнковский сельсовет. В 2025 году включена в состав посёлка Дубровское.

## География
Расстояние по автодороге до районного центра Вологды — 17 км, до центра муниципального образования Семёнково — 9 км. Ближайшие населённые пункты — Щукарево, Вотолино, Зеленино, Семшино, Окунево, Дурасово, Дубровское, Высочка, Щетинино.

## Население
| 2002 | 2010 |
| ---- | ---- |
| 1    | ↗3   |